# Humorologie
Humorologie is het oudste humor- en cabaretfestival van Vlaanderen. Het vindt plaats in Marke.
Tijdens de Zomereditie, die drie dagen duurt, wordt op verschillende podia een grote reeks comedyvoorstellingen geprogrammeerd.

## Concours
Tweejaarlijks is er tijdens de wintereditie het Humorologieconcours, een wedstrijd voor beginnende cabaretiers, comedians, theatermakers en anderen. Elke groep en iedere vorm van humor is toegestaan op deze wedstrijd. Met drie preselecties en twee halve finales worden door een jury drie finalisten aangewezen. Tijdens de finale wordt een juryprijs, publieksprijs en persoonlijkheidsprijs uitgereikt. Aan iedere prijs is een geldprijs verbonden. De drie finalisten krijgen ook een tournee onder de noemer 'humortoer' aangeboden langs culturele centra in Vlaanderen.

## Winnaars juryprijs
- 1990: Koen Venken
- 1992: Walter Baele
- 1994: Fritz Van Den Heuvel
- 1996: David Dermez
- 1998: Vrolijk België
- 2000: Wouter Deprez
- 2002: Gino Sancti
- 2005: Danny Van Britsom
- 2007: Cie Pol & Freddy
- 2009: Michael Van Peel
- 2011: Steven Mahieu